# Poço Branco
Poço Branco è un comune del Brasile nello Stato del Rio Grande do Norte, parte della mesoregione dell'Agreste Potiguar e della microregione di Baixa Verde.